# Spenglerův pohár 1996
70. ročník Spenglerova poháru se uskutečnil od 26. do 31. prosince 1996. Všechny zápasy se hrály v hale Vailant Areně v Davosu. Vítězem se stal tým Kanada.

## Účastníci
- Kanada - tým složený z Kanaďanů hrajících v Evropě
- HC Davos - hostitel
- Rochester Americans
- Jokerit Helsinky
- Leksands IF

## Základní část

### Tabulka
| Tým                 | Z | V | P | VG | IG | B |
| ------------------- | - | - | - | -- | -- | - |
| Kanada              | 4 | 3 | 1 | 17 | 15 | 6 |
| HC Davos            | 4 | 3 | 1 | 24 | 14 | 6 |
| Rochester Americans | 4 | 2 | 2 | 13 | 19 | 4 |
| Jokerit Helsinky    | 4 | 2 | 2 | 14 | 14 | 4 |
| Leksands IF         | 4 | 0 | 4 | 11 | 17 | 0 |

### Zápasy
| 26. prosince 1996 15:30 | HC Davos | 9–2             | Rochester Americans | Vaillant Arena |
|                         | HC Davos | (3:1, 2:1, 4:0) | Rochester Americans |                |

| Souhrn zápasu | Souhrn zápasu | Souhrn zápasu | Souhrn zápasu | Souhrn zápasu |
| ------------- | ------------- | ------------- | ------------- | ------------- |
|               |               |               |               |               |

| 26. prosince 1996 20:45 | Kanada | 4–2             | Leksands IF | Vaillant Arena |
|                         | Kanada | (0:1, 1:1, 3:0) | Leksands IF |                |

| Souhrn zápasu | Souhrn zápasu | Souhrn zápasu | Souhrn zápasu | Souhrn zápasu |
| ------------- | ------------- | ------------- | ------------- | ------------- |
|               |               |               |               |               |

| 27. prosince 1996 15:30 | Jokerit Helsinky | 6–3             | Kanada | Vaillant Arena |
|                         | Jokerit Helsinky | (0:0, 4:3, 2:0) | Kanada |                |

| Souhrn zápasu | Souhrn zápasu | Souhrn zápasu | Souhrn zápasu | Souhrn zápasu |
| ------------- | ------------- | ------------- | ------------- | ------------- |
|               |               |               |               |               |

| 27. prosince 1996 20:45 | HC Davos | 5–4             | Leksands IF | Vaillant Arena |
|                         | HC Davos | (1:2, 2:0, 2:2) | Leksands IF |                |

| Souhrn zápasu | Souhrn zápasu | Souhrn zápasu | Souhrn zápasu | Souhrn zápasu |
| ------------- | ------------- | ------------- | ------------- | ------------- |
|               |               |               |               |               |

| 28. prosince 1996 15:30 | Rochester Americans | 3–5             | Kanada | Vaillant Arena |
|                         | Rochester Americans | (2:0, 1:1, 0:4) | Kanada |                |

| Souhrn zápasu | Souhrn zápasu | Souhrn zápasu | Souhrn zápasu | Souhrn zápasu |
| ------------- | ------------- | ------------- | ------------- | ------------- |
|               |               |               |               |               |

| 28. prosince 1996 20:45 | Jokerit Helsinky | 3–2             | Leksands IF | Vaillant Arena |
|                         | Jokerit Helsinky | (1:1, 0:0, 2:1) | Leksands IF |                |

| Souhrn zápasu | Souhrn zápasu | Souhrn zápasu | Souhrn zápasu | Souhrn zápasu |
| ------------- | ------------- | ------------- | ------------- | ------------- |
|               |               |               |               |               |

| 29. prosince 1996 15:30 | Leksands IF | 3–5             | Rochester Americans | Vaillant Arena |
|                         | Leksands IF | (2:3, 0:0, 1:2) | Rochester Americans |                |

| Souhrn zápasu | Souhrn zápasu | Souhrn zápasu | Souhrn zápasu | Souhrn zápasu |
| ------------- | ------------- | ------------- | ------------- | ------------- |
|               |               |               |               |               |

| 29. prosince 1996 20:45 | HC Davos | 6–3             | Jokerit Helsinky | Vaillant Arena |
|                         | HC Davos | (2:1, 0:1, 4:1) | Jokerit Helsinky |                |

| Souhrn zápasu | Souhrn zápasu | Souhrn zápasu | Souhrn zápasu | Souhrn zápasu |
| ------------- | ------------- | ------------- | ------------- | ------------- |
|               |               |               |               |               |

| 30. prosince 1996 15:30 | Jokerit Helsinky | 2–3 po sam.          | Rochester Americans | Vaillant Arena |
|                         | Jokerit Helsinky | (1:0, 0:1, 1:1, 0:0) | Rochester Americans |                |

| Souhrn zápasu | Souhrn zápasu | Souhrn zápasu | Souhrn zápasu | Souhrn zápasu |
| ------------- | ------------- | ------------- | ------------- | ------------- |
|               |               |               |               |               |

| 30. prosince 1996 20:45 | HC Davos | 4–5             | Kanada | Vaillant Arena |
|                         | HC Davos | (0:3, 2:1, 2:1) | Kanada |                |

| Souhrn zápasu | Souhrn zápasu | Souhrn zápasu | Souhrn zápasu | Souhrn zápasu |
| ------------- | ------------- | ------------- | ------------- | ------------- |
|               |               |               |               |               |

## Finále
| 31. prosince 1996 12:00 | Kanada | 6–2             | HC Davos | Vaillant Arena |
|                         | Kanada | (1:1, 2:1, 3:0) | HC Davos |                |

| Souhrn zápasu | Souhrn zápasu | Souhrn zápasu | Souhrn zápasu | Souhrn zápasu |
| ------------- | ------------- | ------------- | ------------- | ------------- |
|               |               |               |               |               |